# WildCat (Cedar Point)
Pour les articles homonymes, voir Wildcat.
WildCat étaient des montagnes russes assises du parc Cedar Point, localisées à Sandusky, dans l'Ohio, aux États-Unis.

## Le circuit
Situées dans la section Million Dollar Midway, les WildCat sont des montagnes russes originales à Cedar Point. Les passagers sont installés dans un wagon individuel de quatre places. Le classique WildCat a accueilli plus de 300 000 passagers en 2008 et plus de 26 millions de passagers depuis son installation en 1979.

## Statistiques
- Trains : sept wagons. Les passagers sont placés par deux sur deux rangs pour un total de quatre passagers par wagon.
- Thème : repaint en jaune pour la saison 2003.
- Dimensions : 24 mètres x 72 mètres.

### Accident
Le 16 mai 2008, durant les premières semaines de la saison, WildCat a eu un « rollback ». Un wagon qui effectuait l'ascension du « lift hill » n'a pas tout grimpé et est reparti en arrière, frappant un autre wagon. L'incident a blessé neuf visiteurs ; huit ont été soignés à l'infirmerie du parc, un autre a été soigné au Firelands Memorial Hospital.
À la suite de cet accident, l'attraction a été fermée pendant un mois. Elle a été rouverte à la fin du mois de juin 2008 après qu'un tronçon de voie eut été remplacé.

### Relocalisation
Wildcat sont les seules montagnes russes de Cedar Point à avoir été déplacées depuis l'ouverture du parc. Il y a eu deux anciens emplacements dont l'un est la localisation actuelle de Wicked Twister.

### Affluence
- 2008 : 302 239 passagers
- 2007 : 423 627
- 2006 : 457 691
- 2005 : 553 069
- 2004 : 509 757
- 2003 : 530 380
- 2002 : 510 615
- 2001 : 551 662
- 2000 : 480 863
- 1999 : 500 967
- 1998 : 553 341
- 1997 : 470 007
- 1996 : 529 909